# 蛤蟆塘站
蛤蟆塘站位于辽宁省丹东市元宝区金山镇，为沈丹铁路上的一个火车站。建于1907年。
距离沈阳站267公里，丹东站10公里，隶属沈阳铁路局管辖。现为四等站。
2015年1月21日，沈丹铁路完成转线施工，列车经过丹东站与金山湾站区间不再经过本站，蛤蟆塘站停止办理客运业务。